# Korey Lovett
Korey Lovett (* 27. April 1996) ist ein US-amerikanischer Tennisspieler.

## Karriere
Korey Lovett spielte bislang einige wenige Turniere auf der ATP Challenger Tour und der ITF Future Tour. Im Doppel erfolgte bei den BB&T Atlanta Open der erste Auftritt auf der ATP World Tour. Hierbei bildete Lovett ein Doppelpaar mit Becker O’Shaughnessey. Sie verloren ihre Auftaktpartie gegen Benjamin Becker und Frank Moser klar in zwei Sätzen.